# Eunice profunda
Eunice profunda är en ringmaskart som beskrevs av Michiya Miura 1987. Eunice profunda ingår i släktet Eunice och familjen Eunicidae. Inga underarter finns listade i Catalogue of Life.